# Heteroscyphus thraustus
Heteroscyphus thraustus là một loài rêu tản trong họ Geocalycaceae. Loài này được (Spruce) Fulford miêu tả khoa học lần đầu tiên năm 1976.